# Pern
Pern é uma comuna francesa na região administrativa de Occitânia, no departamento de Lot. Estende-se por uma área de 25,66 km². Em 2010 a comuna tinha 454 habitantes (densidade: 17,7 hab./km²).